# Toyota Harrier
Der Toyota Harrier ist ein seit Dezember 1997 produziertes Sports Utility Vehicle des japanischen Automobilherstellers Toyota. Während die ersten beiden der bisher vier produzierten Generationen baugleich mit dem Lexus RX sind, sind die dritte und vierte Generation eigenständige Modelle.
Benannt ist das Fahrzeug nach der Vogelgattung der Weihen (englisch: „harrier“). Aus diesem Grund zeigt das Logo bei den ersten drei Generationen auf dem Grill nicht das Toyota-Markenemblem, sondern den Kopf eines Vogels.

## Mit dem Lexus RX baugleiche Modelle
Da die Premiummarke Lexus zum Marktstart des RX in Japan noch nicht eingeführt war, wurde das Fahrzeug auf dem Heimatmarkt zunächst unter dem Markennamen Toyota vertrieben. 2006 führte Toyota schließlich die unabhängige Marke Lexus auch in Japan ein. Die Ende 2008 vorgestellte dritte RX-Generation wurde daher in Japan nicht mehr als Toyota, sondern auch als Lexus verkauft. Der Harrier der zweiten Generation wurde in Japan als Toyota aber bis 2013 weiter verkauft.

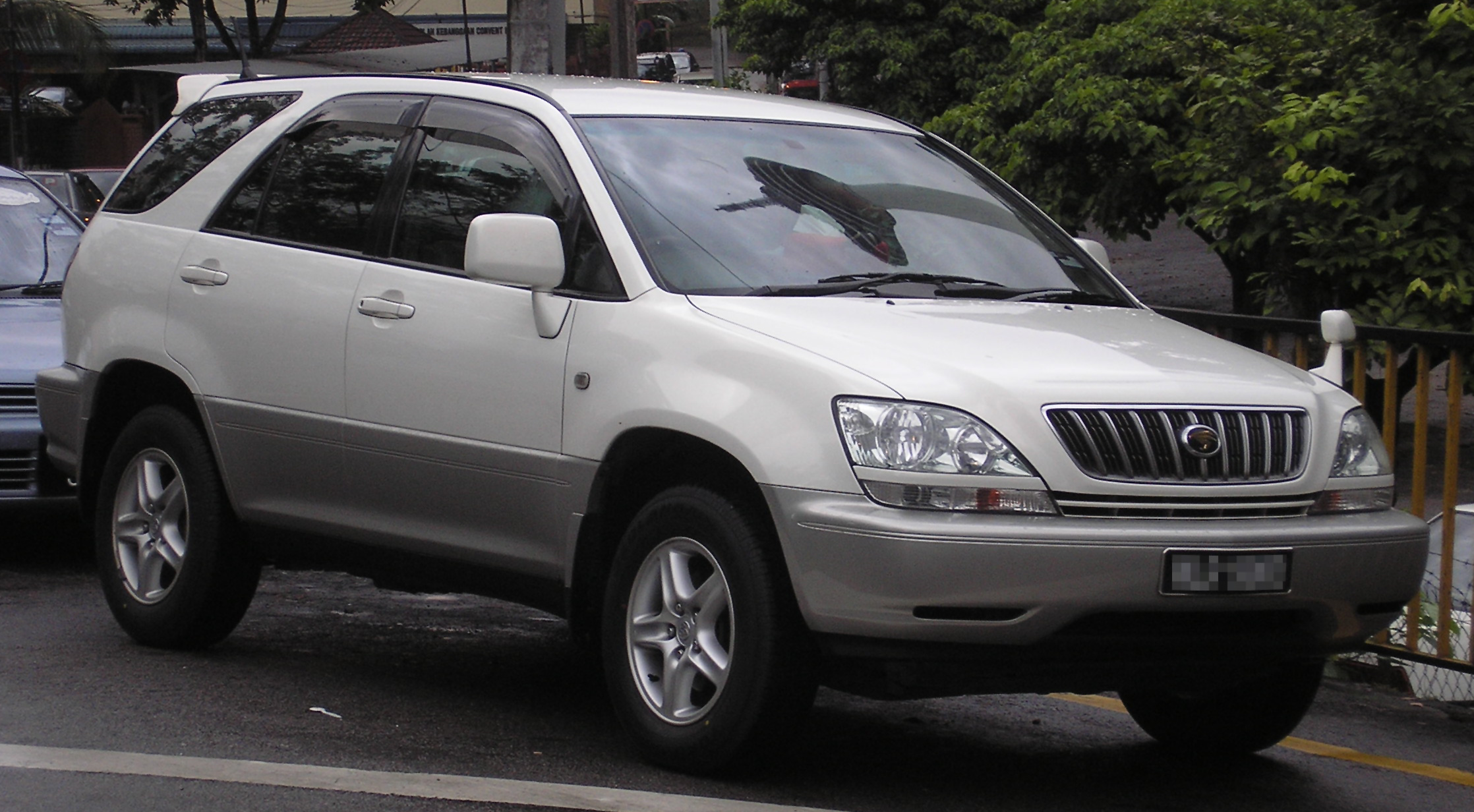
Erste Generation (XU10; 1997–2003)
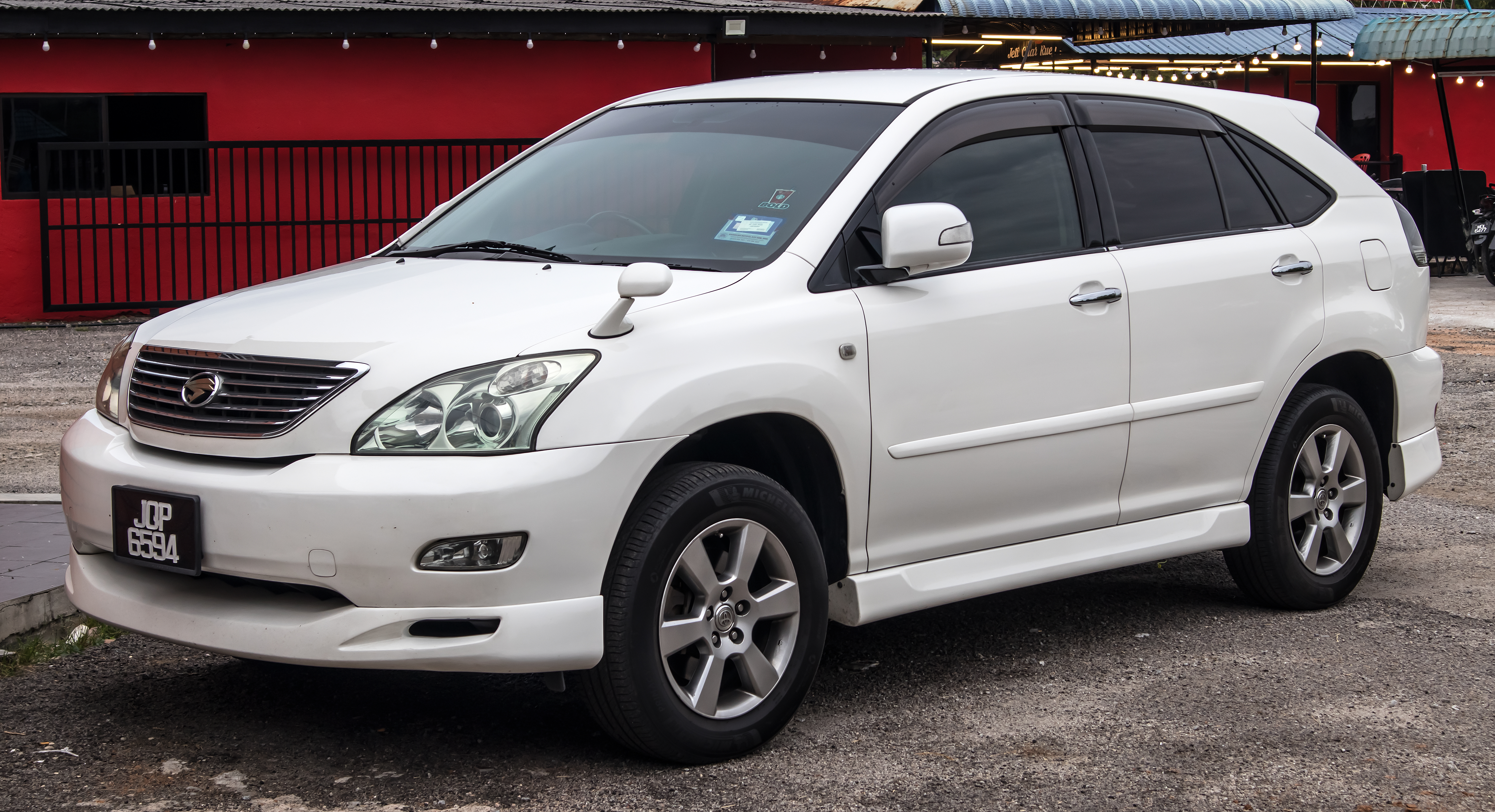
Zweite Generation (XU30; 2003–2013)

## Eigenständige Modelle

### XU60 (2013–2020)
Am 2. Dezember 2013 führte Toyota die dritte Generation des Harrier in Japan mit einem 111 kW (151 PS) starken Zweiliter-Ottomotor ein. Die Hybridvariante mit dem Antrieb aus dem Lexus NX folgte am 15. Januar 2014. Im Gegensatz zur dritten RX-Generation, die auf der Camry-Plattform aufbaut, basiert die dritte Generation des Harrier auf der neuen MC-Plattform des Toyota RAV4.
Im Juni 2017 erhielt der Harrier eine Modellpflege. Neben einigen optischen Überarbeitungen wurde der aufgeladene Zweiliter-Ottomotor aus dem Lexus NX 200t eingeführt. Im Harrier leistet er mit 170 kW (231 PS) etwas weniger. Außerdem wurde das SUV seitdem auch offiziell von Toyota in Singapur verkauft. Zuvor wurde der Harrier dort schon erfolgreich von diversen Importeuren vertrieben. Ab November 2017 war das Fahrzeug auch in Malaysia erhältlich.

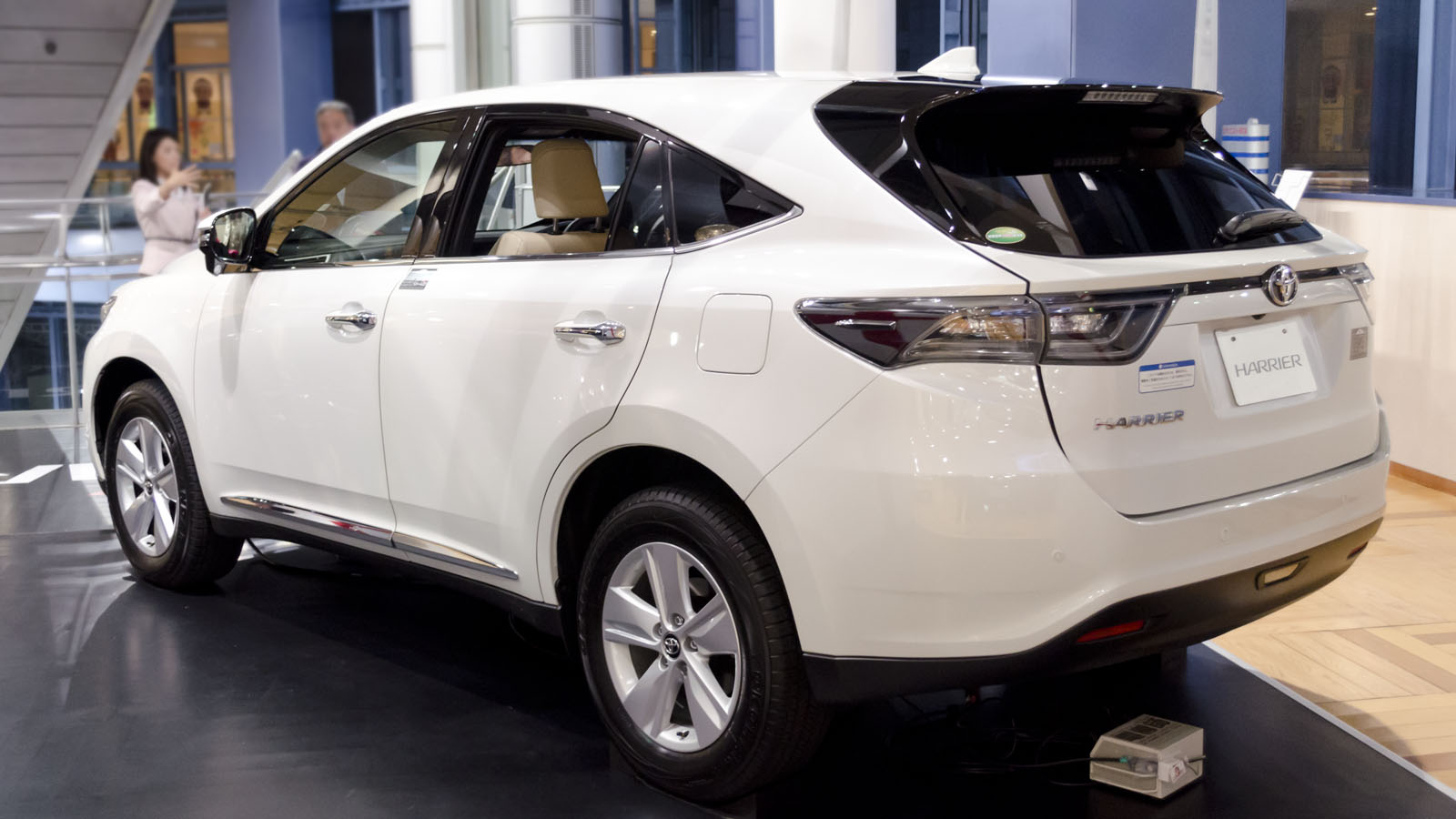
Heckansicht
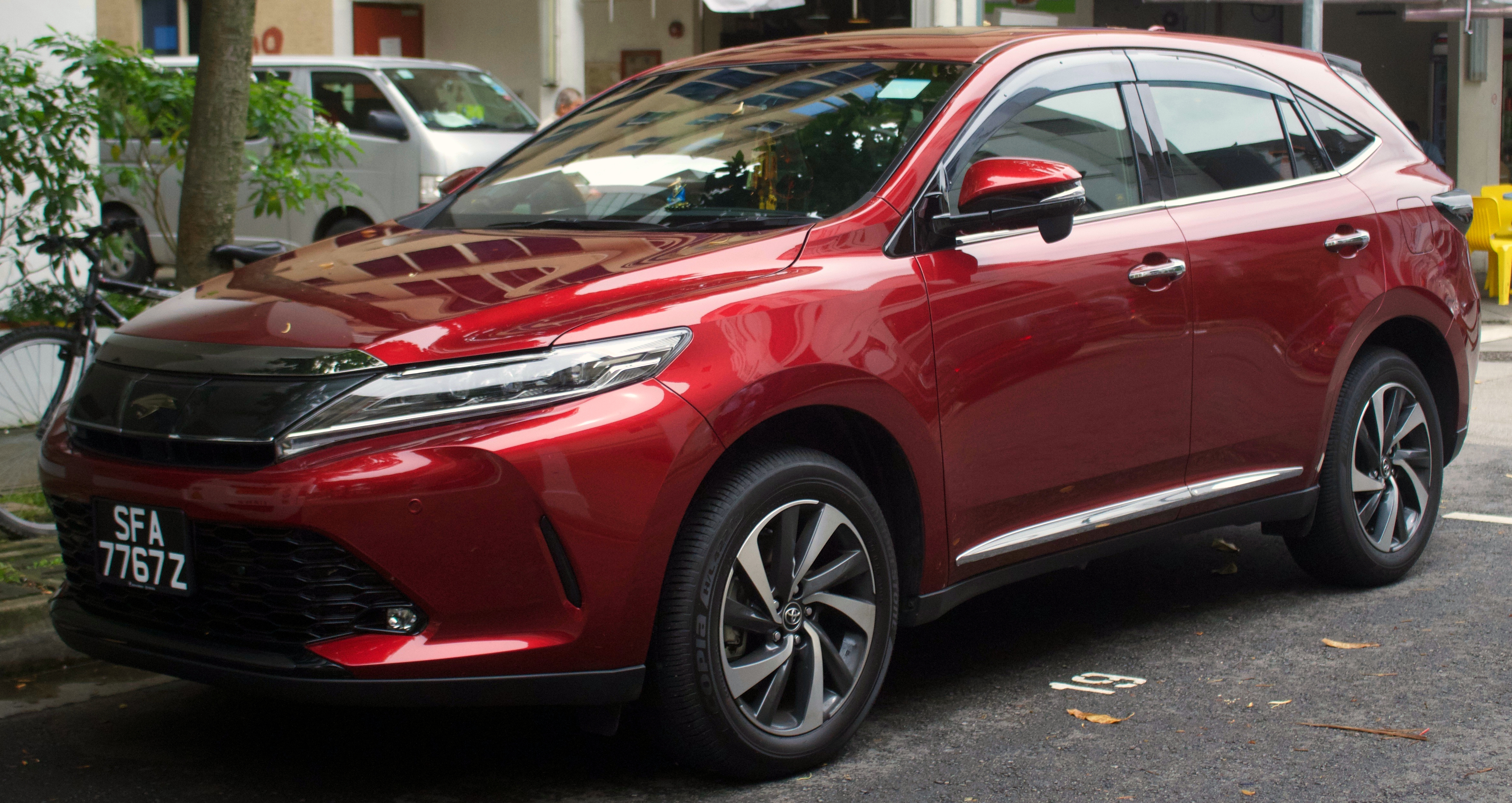
Toyota Harrier (2017–2020)
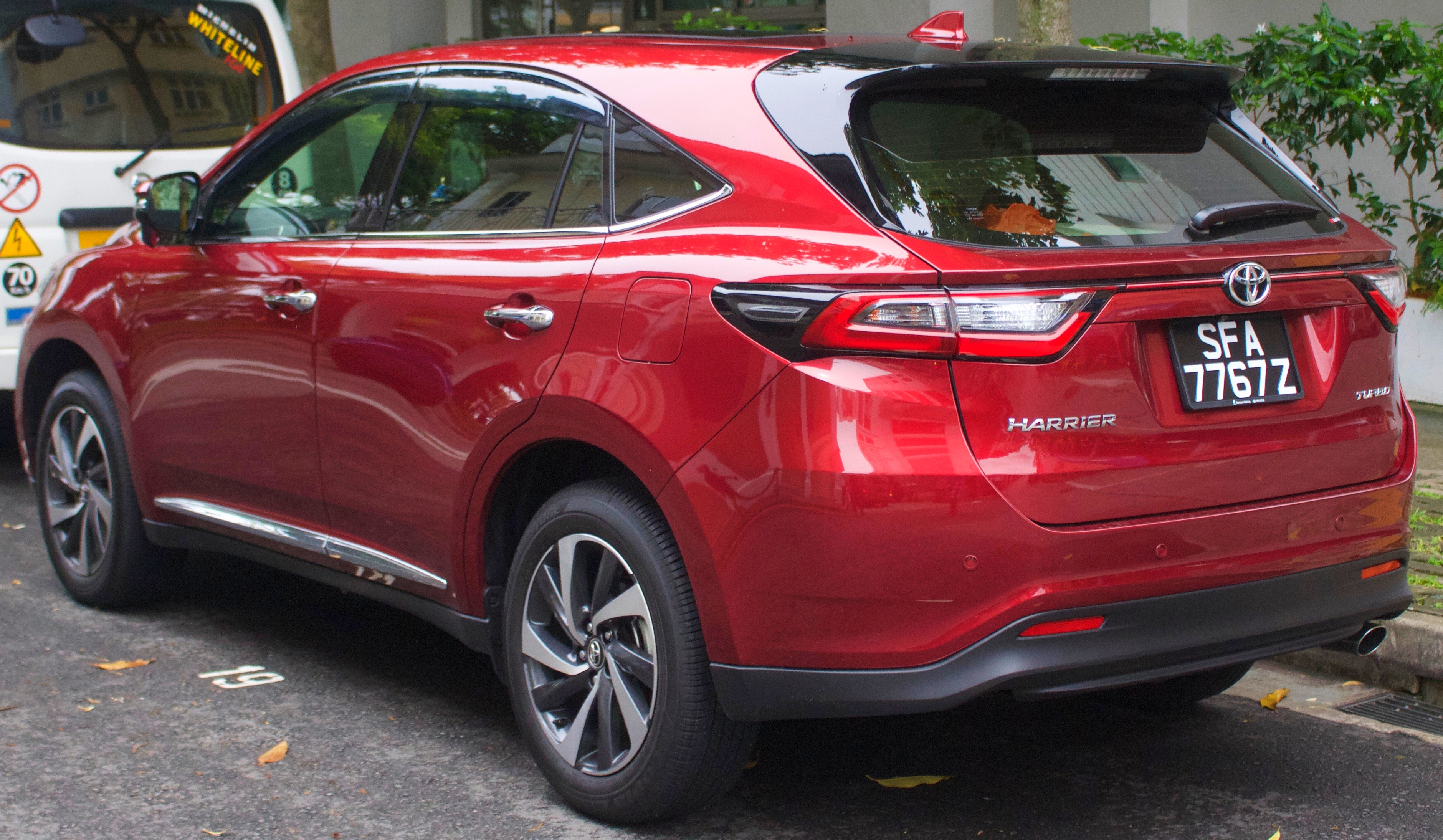
Heckansicht

#### Technische Daten
|                                                                  | 2.0 1                    | 2.0 Turbo 2                   | 2.5 Hybrid 1                |
| ---------------------------------------------------------------- | ------------------------ | ----------------------------- | --------------------------- |
| Bauzeitraum                                                      | 12/2013–06/2020          | 06/2017–06/2020               | 01/2014–06/2020             |
| Motorkenndaten                                                   |                          |                               |                             |
| Motorbauart und Zylinderanzahl                                   | R4-Ottomotor             | R4-Ottomotor                  | R4-Ottomotor + Elektromotor |
| Hubraum                                                          | 1986 cm³                 | 1998 cm³                      | 2493 cm³                    |
| Leistung Verbrennungsmotor                                       | 111 kW (151 PS) bei 6100 | 170 kW (231 PS) bei 5200–5600 | 112 kW (152 PS) bei 5700    |
| Leistung Elektromotor Vorderachse                                | —                        | —                             | 105 kW (143 PS)             |
| Leistung Elektromotor Hinterachse                                | —                        | —                             | 50 kW (68 PS)               |
| Systemleistung                                                   | —                        | —                             | 145 kW (197 PS)             |
| max. Drehmoment                                                  | 193 Nm bei 3800          | 350 Nm bei 1650–4000          | 206 Nm bei 4400–4800        |
| Kraftübertragung                                                 |                          |                               |                             |
| Antrieb, serienmäßig                                             | Vorderradantrieb         | Vorderradantrieb              | Allradantrieb               |
| Antrieb, optional                                                | Allradantrieb            | Allradantrieb                 | —                           |
| Getriebe                                                         | Stufenloses Getriebe     | 6-Gang-Automatikgetriebe      | Stufenloses Getriebe        |
| Messwerte                                                        |                          |                               |                             |
| Höchstgeschwindigkeit                                            |                          | 180 km/h                      |                             |
| Beschleunigung 0–100 km/h                                        |                          | 7,3 s                         |                             |
| Kraftstoffverbrauch auf 100 km (nach EWG-Richtlinie, kombiniert) |                          | 7,6 l Super                   |                             |
| CO2-Emission, kombiniert                                         | 145 g/km                 | 177 g/km                      | 108 g/km                    |
| Tankinhalt                                                       | 60 l                     | 60 l                          | 56 l                        |

### XU80 (seit 2020)
Die vierte Generation des SUV präsentierte Toyota am 13. April 2020. Die Markteinführung in Japan erfolgte am 17. Juni 2020, in Singapur am 1. Februar 2021 und in Malaysia am 8. April 2021.
Als Linkslenker wurde das Fahrzeug am 18. Mai 2020 für den nordamerikanischen Markt vorgestellt. Dort wird es als Toyota Venza vermarktet. Verkaufsstart in den USA war am 23. Juli 2020. Bereits zwischen 2008 und 2017 verkaufte Toyota dort einen Venza.
Seit November 2021 wird der Harrier von FAW-Toyota auch in China für den lokalen Markt gefertigt. Zudem wird die Baureihe von GAC-Toyota als Venza produziert.
Das SUV baut wie der RAV4 auf der GA-K-Skalierung der Toyota New Global Architecture (TNGA) Plattform auf. Die verfügbaren Motorisierungen kommen in ähnlicher Form auch im RAV4 zum Einsatz. Der Venza ist nur als Hybrid erhältlich.

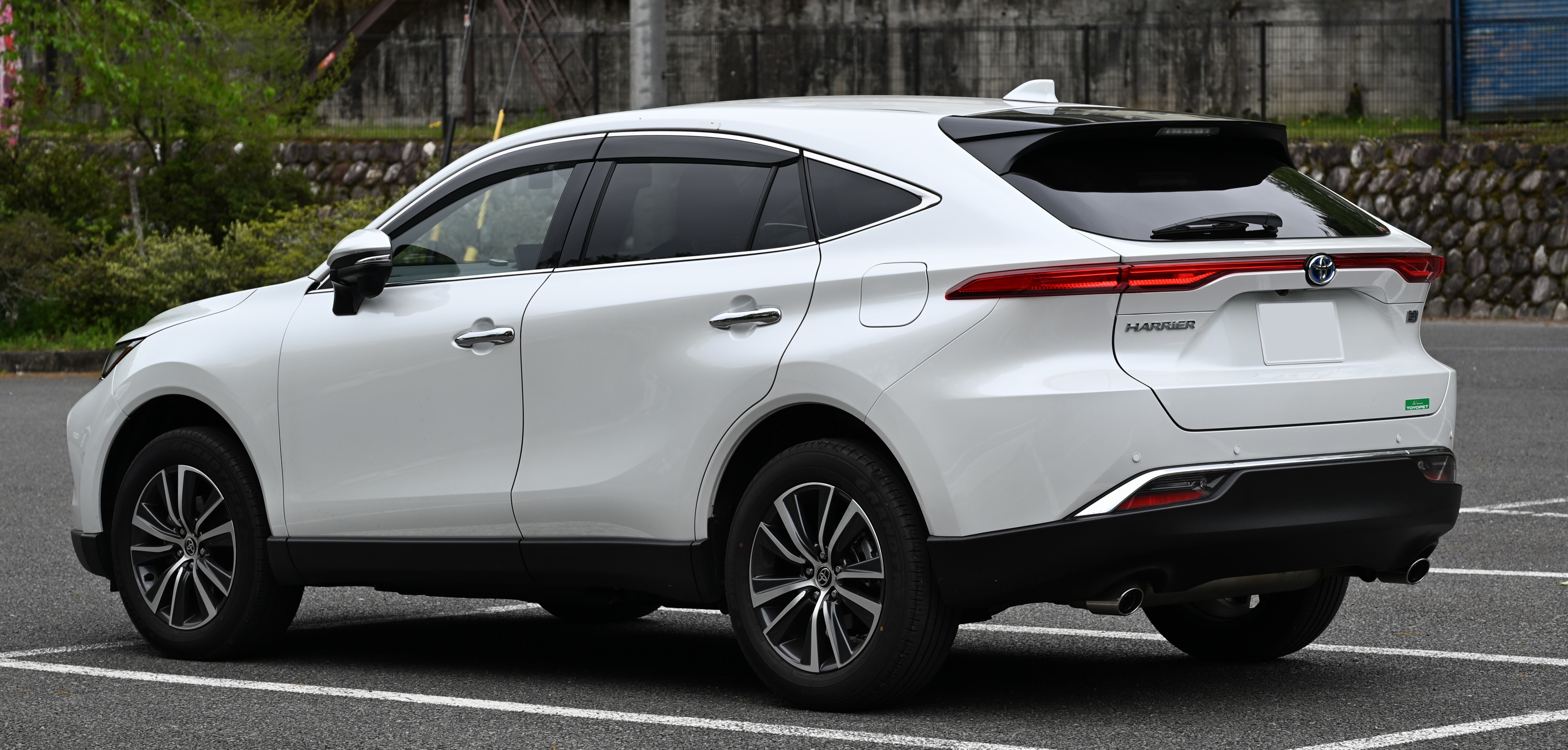
Heckansicht
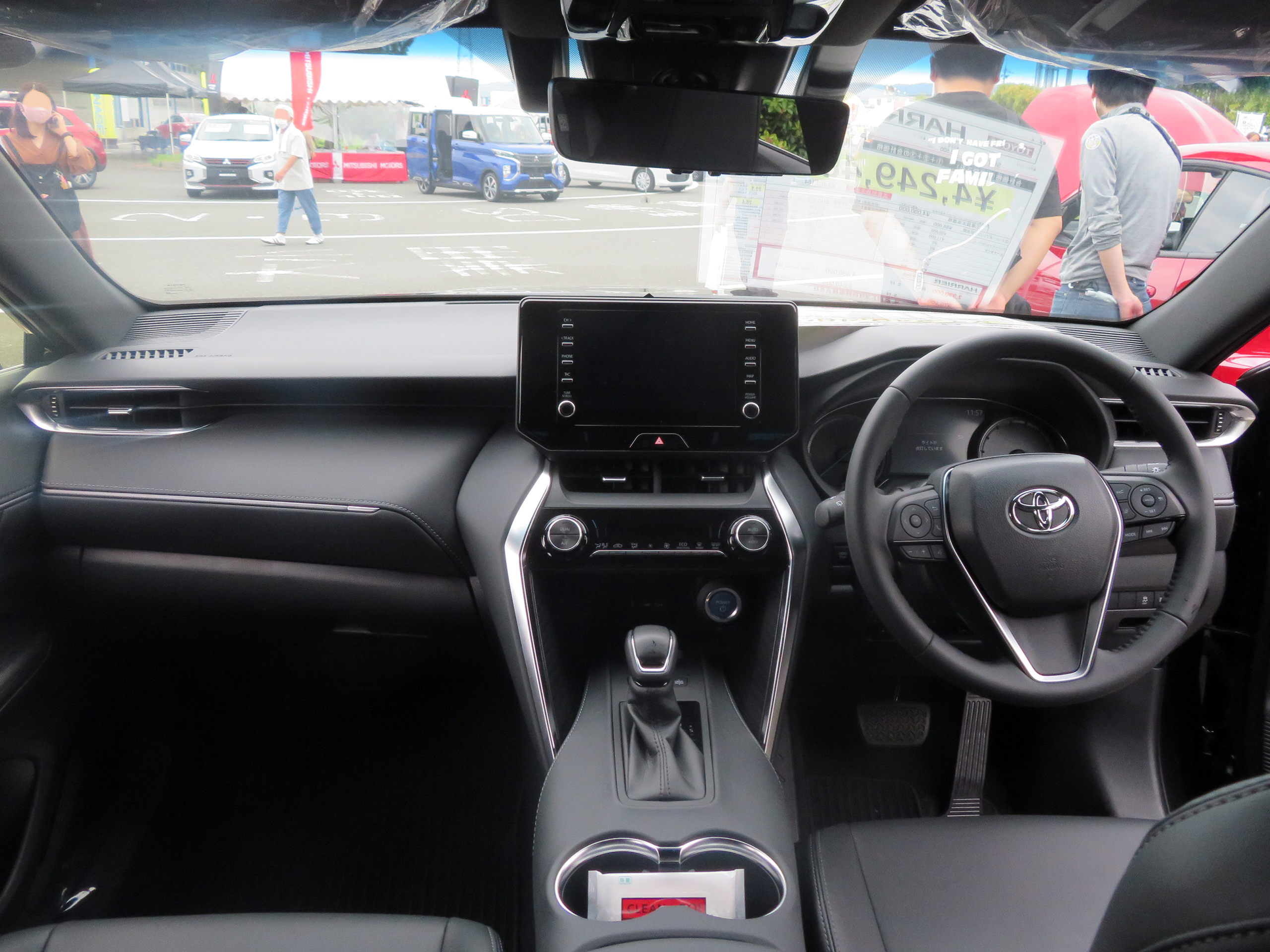
Innenansicht
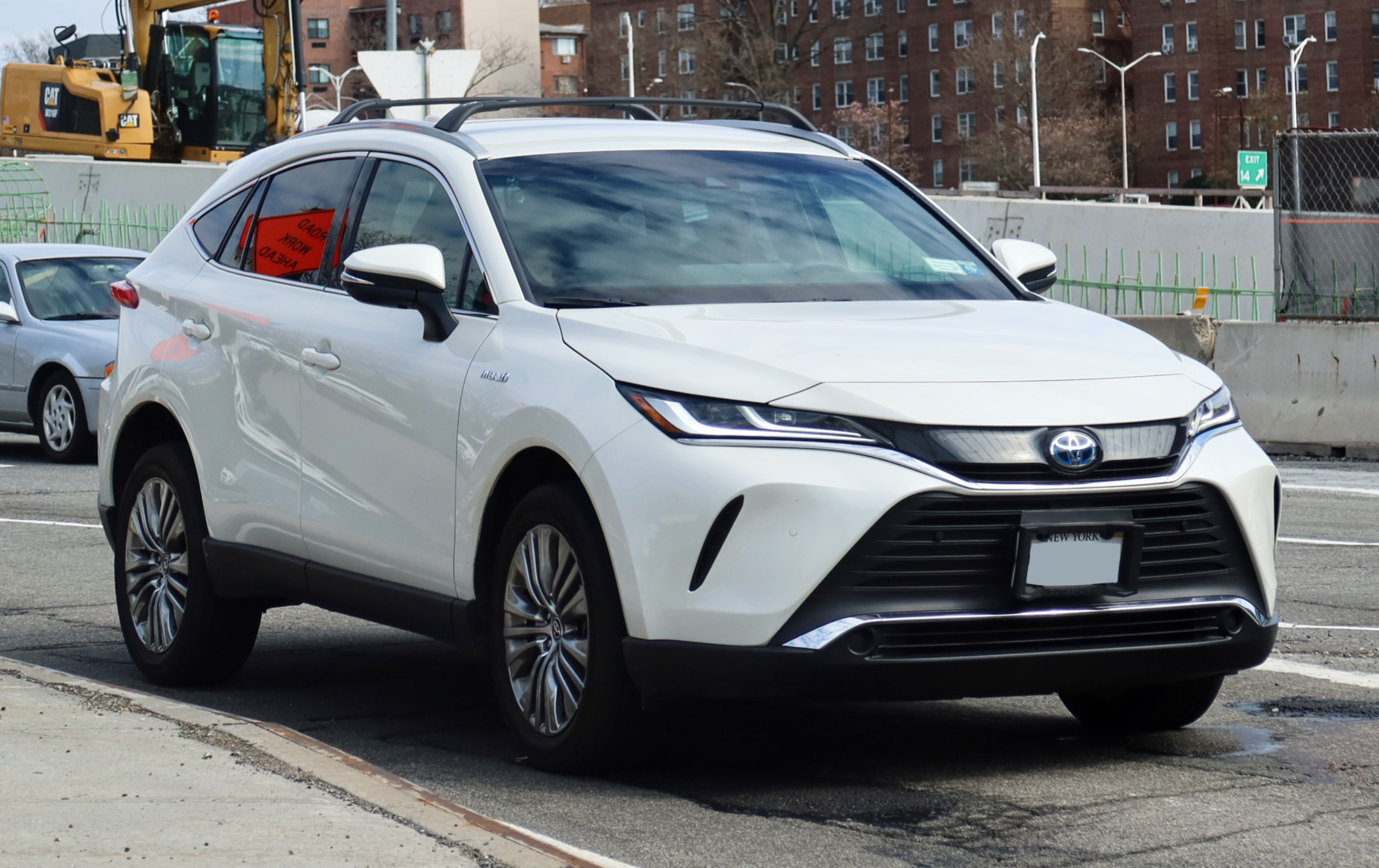
Toyota Venza (seit 2020)

#### Technische Daten
|                                                                  | 2.0 2WD 3                | 2.0 4WD 3                | 2.5 Hybrid 2WD 3            | 2.5 Hybrid E-Four           | 2.5 Hybrid PHEV E-Four      |
| ---------------------------------------------------------------- | ------------------------ | ------------------------ | --------------------------- | --------------------------- | --------------------------- |
| Bauzeitraum                                                      | seit 06/2020             | seit 06/2020             | seit 06/2020                | seit 06/2020                | seit 09/2022                |
| Motorkenndaten                                                   |                          |                          |                             |                             |                             |
| Motorbauart und Zylinderanzahl                                   | R4-Ottomotor             | R4-Ottomotor             | R4-Ottomotor + Elektromotor | R4-Ottomotor + Elektromotor | R4-Ottomotor + Elektromotor |
| Hubraum                                                          | 1987 cm³                 | 1987 cm³                 | 2487 cm³                    | 2487 cm³                    | 2487 cm³                    |
| Leistung Verbrennungsmotor                                       | 127 kW (173 PS) bei 6600 | 127 kW (173 PS) bei 6600 | 131 kW (178 PS) bei 5700    | 131 kW (178 PS) bei 5700    | 130 kW (177 PS) bei 7000    |
| Leistung Elektromotor Vorderachse                                | —                        | —                        | 88 kW (120 PS)              | 88 kW (120 PS)              | 134 kW (182 PS)             |
| Leistung Elektromotor Hinterachse                                | —                        | —                        | —                           | 40 kW (54 PS)               | 40 kW (54 PS)               |
| Systemleistung                                                   | —                        | —                        | 160 kW (218 PS)             | 163 kW (222 PS)             | 225 kW (306 PS)             |
| max. Drehmoment Verbrennungsmotor                                | 203 Nm bei 4400–4900     | 203 Nm bei 4400–4900     | 221 Nm bei 3600–5200        | 221 Nm bei 3600–5200        | 219 Nm bei 3600             |
| max. Drehmoment Elektromotor Vorderachse                         | —                        | —                        | 202 Nm                      | 202 Nm                      | 270 Nm                      |
| max. Drehmoment Elektromotor Hinterachse                         | —                        | —                        | —                           | 121 Nm                      | 121 Nm                      |
| Kraftübertragung                                                 |                          |                          |                             |                             |                             |
| Antrieb                                                          | Vorderradantrieb         | Allradantrieb            | Vorderradantrieb            | Allradantrieb               | Allradantrieb               |
| Getriebe                                                         | Stufenloses Getriebe     | Stufenloses Getriebe     | Stufenloses Getriebe        | Stufenloses Getriebe        | Stufenloses Getriebe        |
| Messwerte                                                        |                          |                          |                             |                             |                             |
| Höchstgeschwindigkeit                                            | 190 km/h                 | 190 km/h                 | 180 km/h                    | 180 km/h                    | k. A.                       |
| Beschleunigung 0–100 km/h                                        | 9,7 s                    | 9,7 s                    | 8,1 s                       | 8,1 s                       | k. A.                       |
| Kraftstoffverbrauch auf 100 km (nach EWG-Richtlinie, kombiniert) | 6,5 l Super              | 6,5 l Super              | 4,7 l Super                 | 4,7 l Super                 | 4,9 l Super                 |
| CO2-Emission, kombiniert                                         | 147 g/km                 | 147 g/km                 | 106 g/km                    | 106 g/km                    | 113 g/km                    |
| Tankinhalt                                                       | 55 l                     | 55 l                     | 55 l                        | 55 l                        | 55 l                        |